# 小牧昌業

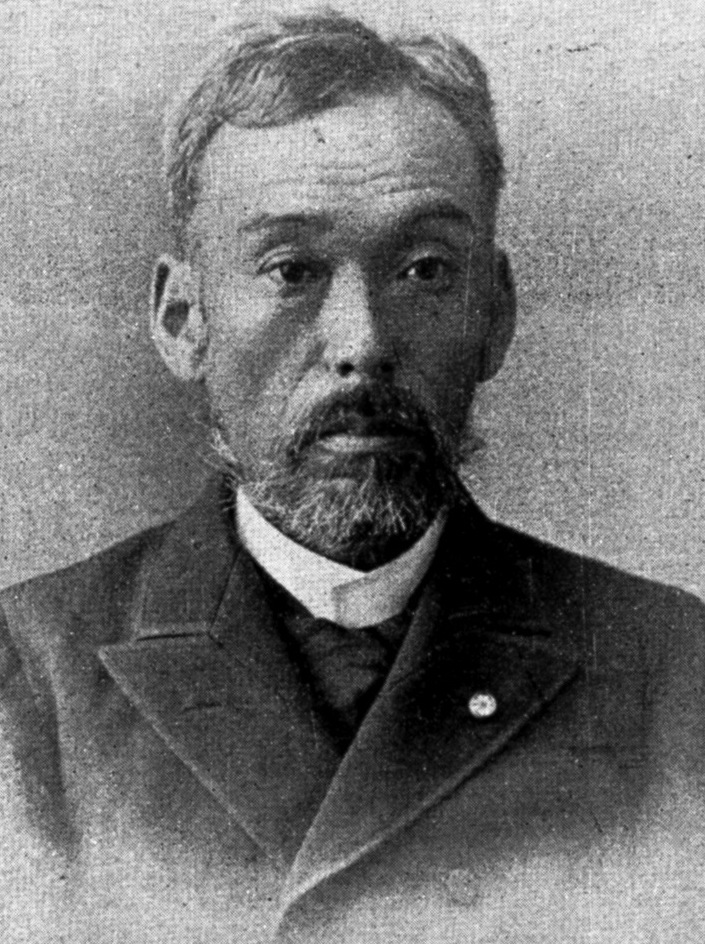
小牧昌業

小牧 昌業（こまき まさなり / しょうぎょう、1843年10月5日（天保14年9月12日）- 1922年（大正11年）10月25日）は、幕末から大正期の薩摩藩士、漢学者、官僚、政治家。内閣書記官長、官選県知事、貴族院議員。学位は、文学博士。幼名・善次郎、字・偉卿、号・桜泉。

## 経歴
大隅国大隅郡田代郷大禰田村（鹿児島県南大隅郡田代村、肝属郡田代村、田代町を経て現錦江町）で、薩摩藩士・小牧良助の二男として生まれた。江戸で塩谷宕陰に学び、藩校造士館の教員を務めた。
1869年（明治2年）議政官史官試補に就任し、小史、権大史を歴任。その後、官僚として黒田清隆に仕え、開拓幹事、文部大臣秘書官、内閣総理大臣秘書官、内閣書記官長などを歴任。1889年（明治22年）12月、奈良県知事に就任し、1890年（明治23年）11月、帝国奈良博物館長を兼任。十津川流域の大水害復興、鉄道の整備などに尽力。1894年（明治27年）1月、愛媛県知事に転じ、道路・河川の改修、治水事業の実施などに尽力。1897年（明治30年）4月に愛媛県知事を退任し、同年12月23日には貴族院議員に勅選された。1898年（明治31年）11月、枢密院書記官長に就任した。1903年（明治36年）7月30日、錦鶏間祗候に任じられた。 
宮中顧問官に就任し、大正天皇の侍講（漢学）も務めた。墓所は青山霊園(1イ7-3)。

## 栄典
位階
- 1888年（明治21年）6月1日 - 従四位[10]

勲章等
- 1888年（明治21年）12月26日 - 勲三等瑞宝章[11]
- 1896年（明治29年）12月25日 - 勲二等瑞宝章[12]

外国勲章佩用允許
- 1887年（明治20年）5月7日 - ロシア帝国：アンナ第二等勲章[13]

## 著作
- 『順聖公事蹟 附・年譜』講話会　1910
- 『薩藩史談集』重野安繹共著 求信堂　1912
- 『国訳漢文大成 経子史部 1　大学,中庸』校註、国民文庫刊行会　1920
- 『書経講義』行道学会　1916-20

## 親族
- 父・小牧良助 ‐ 鹿児島藩士[14]
- 妻・テツ ‐ 福島県士族・田母神顯治の二女。7男を儲けたが2児を除いて夭折した。[15]
- 長男・ 小牧健夫 ‐ ドイツ文学者[4]。岳父に山本治兵衛。
- 二男・小牧茂彦 ‐ 営林局事務官。東京帝国大学法科大学政治科卒業後高等文官試験合格。妻のあいは北畠家庶流（津軽）出身の北畠貢の妹（姉のいし子は元宮中女官）。[16][17]